# Edward Bayard Heath
 Edward Bayard Heath, mehr bekannt unter dem Namen Ed Heath, (* 17. November 1888 in Brooklyn, New York; † 1. November 1931 in Maine Township, Cook County, Illinois) war ein US-amerikanischer Flugpionier und Unternehmer.

## Biografie
Ed Heath kam in jungen Jahren mit seinen Eltern Clark Heath und Ada M. Johnson nach  Amsterdam, New York. Anfang 1909 erwarb er die Fluglizenz und begann auf der Basis von Blériot-Eindeckern eigene Flugzeuge zu entwickeln. Sein Ziel war es, Kleinflugzeuge zu Preisen für jedermann als Bausatz herzustellen und zu vermarkten. Sein erstes Modell flog er am 10. Oktober 1909 auf dem damaligen Amsterdam-Airfield, wobei bei der Landung das Fahrwerk beschädigt wurde. 1911 arbeitete Heath im Flugmotorenbau von Glenn Curtiss und übernahm später die von Curtiss entwickelten und umgebauten Motorradmotoren für seine eigenen Flugzeugbausätze. 
1912 gründete Heath in Chicago die E.B. Heath Aerial Vehicle Company, die 1926 in Heath Airplane Company umbenannt wurde. Im selben Jahr nahm Ed Heath mit seiner, extra für Luftrennen gebauten, Maschine am Air Races in Philadelphia teil und gewann einen Preis von 2500 Dollar.

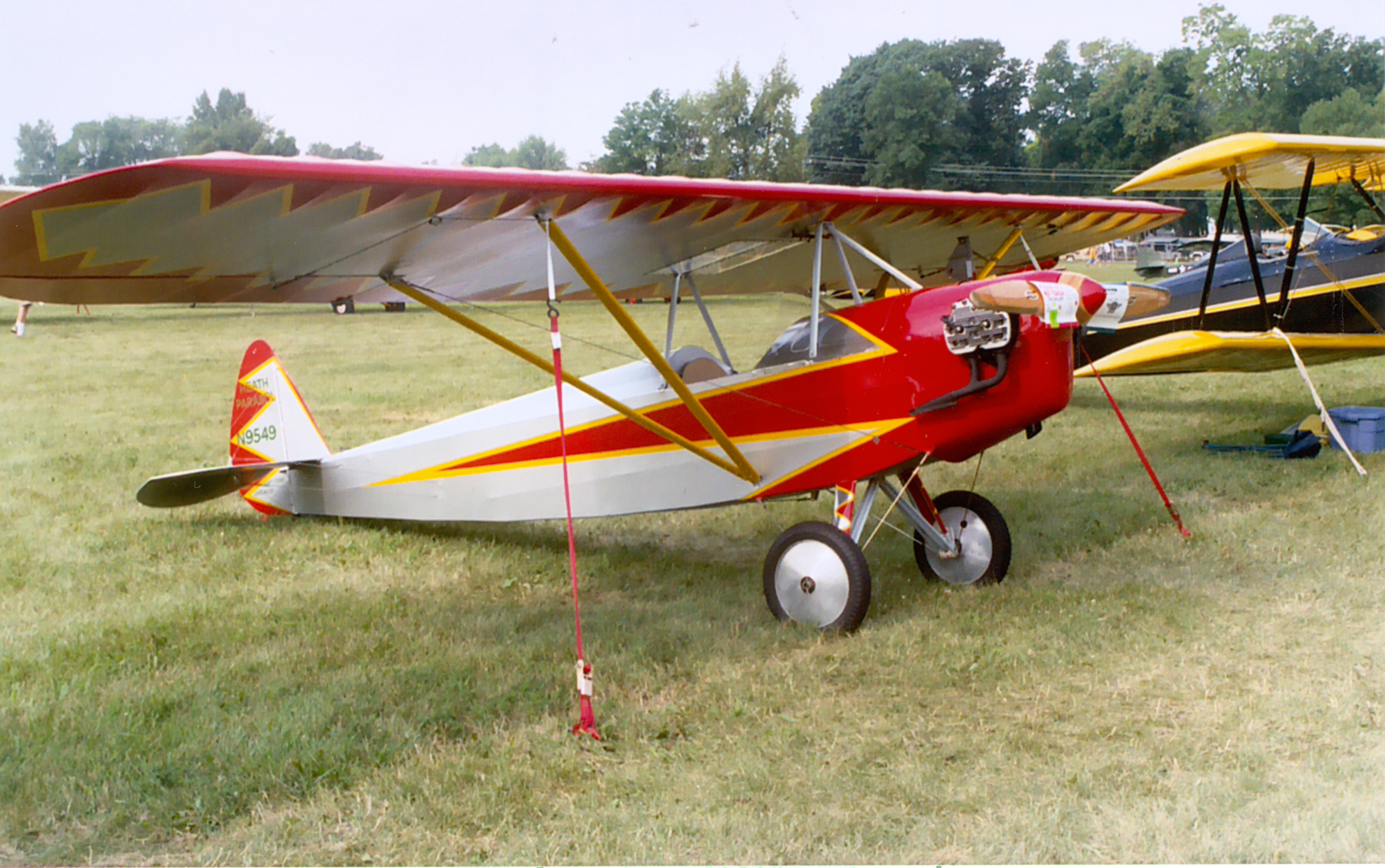
Heath Parasol (2003 bei der EAA AirVenture Oshkosh)

Heath Airplane Company stellte vor dem Ersten Weltkrieg die Typen Heat-Feather und Heath-Favorite her. Nach dem Krieg folgte eine Serie, die unter der Bezeichnung Heath-Parasol verkauft wurde, ein Hochdecker mit Motoren von Henderson-Motorcycle-Engines.
Am 1. Februar 1931 verunglückte Ed Heath beim Testflug mit einem Prototyp in Main Township tödlich. Die Heath Airplane Company wurde in Folge verkauft und der Flugzeugbau eingestellt. Die neuen Eigentümer änderten den Firmennamen in Heathkit, übernahmen jedoch den Namen und die Geschäftsidee, Bausätze (engl. kit) zu vertreiben, von Ed Heath. Das neue Unternehmen mit Sitz in Chicago wurde weltweit für hochwertige elektronische Bausätze, vom Radio bis hin zum Kurzwellenamateurfunkgerät bekannt.